# 云宫迅音
《云宫迅音》（又名:《西游记序曲》），是1986年版电视剧《西游记》的片头曲。由作曲家许镜清作曲。

## 创作历程
1981年11月，中国中央电视台时任副台长洪民生下达《西游记》的拍摄指令。1984年2月3日，《西游记》的《计收猪八戒》、《三打白骨精》两集在中央电视台播出，当时的片头曲选用的是由王立平作词作曲，吴雁泽演唱的《百曲千折显精诚》。后来，杨洁将片头曲创作任务交由许镜清，要求许镜清为电视剧作一支大约两分半的曲子作为片头曲。
许镜清在接到创作任务后感到空前的压力，常常为了编曲忙到深夜，但始终都没有好的主意。直到某天中午，许镜清的窗外路过几个拿着饭盒去吃饭的民工，民工敲击饭盒、哼着小调的声音传入许的耳中，使其灵感迸发，遂用此新鲜旋律作曲子开头。
创作完成后，导演表示非常满意。1986年，《西游记》前11集连续播出时，使用《西游记序曲》作片头曲。

## 艺术特色
《云宫迅音》以器乐曲（轻音乐）的形式出现，混合了多种民族乐器、西洋乐器、雅马哈DX7合成器。该曲巧用电子鼓，活灵活现了孙悟空腾云驾雾的飒爽英姿，在当年的电视配乐中就有了电声音乐与管弦乐队、民乐结合，大胆创新。该曲像是孙悟空金箍棒的力量，或者象征唐三藏取经坚韧不拔的精神。
作曲者许镜清大胆配器选择：电子声、电子乐，小号和铜管显得雄壮，是种正义的一往直前的感觉；女声一出来飘，就是一种神话的美的东西。两种元素不断交叉，浑然天成。
迷幻弹跳式的电音，低音吉他；中国的古筝，琵琶，编钟；西方的小号，小提琴等管弦乐器；中国传统乐器五音排鼓；空灵如天籁的女声。风格迥异的乐器人声如山峦此起彼伏，各行其是但却秩序井然，刚雅柔并济。最后万众归一，以竖琴收尾，行云流水，美丽庄严大气。堪称是鬼斧神工，包罗万象的编曲。

## 名字来源
此曲本名应为《西游记序曲》，但有网友听完后表示就像天宫的乐曲，起了《云宫迅音》这个名字。许镜清也表示《云宫迅音》名字更传神，并且富有文学气息。自此，《云宫迅音》的名字流传开来，收到了大多数人的赞赏，有时也可以作为正式名称。

## 其他作品
电影《西遊記·女兒國》，曾未经同意使用此曲，后被起诉，下架涉及此曲的版本。
电子游戏《黑神话：悟空》中，游戏制作方取得授权并将本曲改编为交响乐，作为战斗曲目使用，在游戏最终战和通关动画中出现，受到许镜清赞赏。